# 선저우 7호

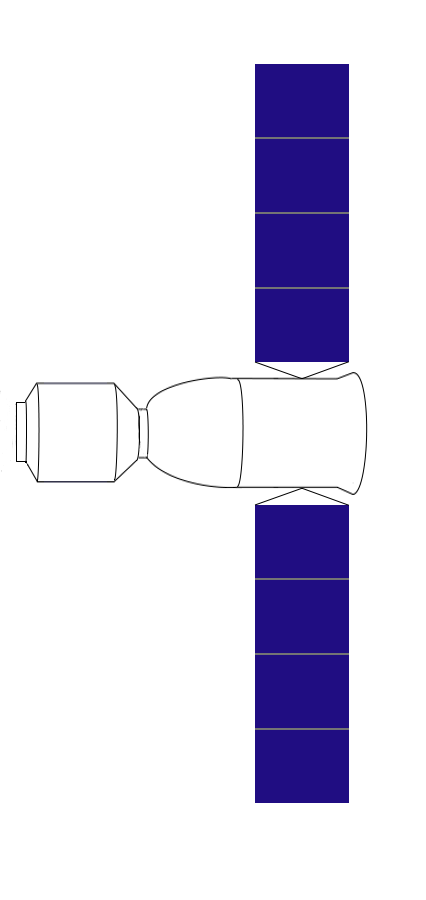

선저우 7호(중국어: 神舟七号/神舟七號, Shenzhou 7)는 중화인민공화국의 3번째 유인 우주선이며, 간쑤성 주취안 위성 발사 기지에서 창정 2F 로켓에 실려서 중국표준시(CST) 기준으로 2008년 9월 25일 21시 10분 04초에 발사되었다.

## 승무원
- 자이지강(翟志剛) - 커맨더 및 선외활동(EVA, 우주유영) 예정
- 류보밍(劉伯明)
- 징하이펑(景海鵬)

## 같이 보기
- 톈궁 계획
- 주취안 위성발사센터
- 창정 2F
- 보스호트 2호
- 제미니 4호